# 성장로
청정로(Seongjang-ro)는 경기도 포천시 영중면 성동삼거리에서 시작하여, 포천시 이동면 이동삼거리까지 이어주는 도로이다.

## 주요 경유지
경기도
- 포천시 (영중면 . 이동면)

## 노선 경로
| 이름         | 접속 노선                 | 소재지 | 소재지 | 비고                    |
| ------------ | ------------------------- | ------ | ------ | ----------------------- |
| 성동삼거리   | 국도 제43호선 (호국로)    | 포천시 | 영중면 |                         |
| 삼산교       |                           | 포천시 | 영중면 |                         |
| 삼팔교삼거리 | 지방도 제387호선 (수입로) | 포천시 | 이동면 | 지방도 제387호선과 중복 |
| 낭유교       |                           | 포천시 | 이동면 | 지방도 제387호선과 중복 |
| 낭유 교차로  | 지방도 제387호선 (새낭로) | 포천시 | 이동면 | 지방도 제387호선과 중복 |
| 노곡교       |                           | 포천시 | 이동면 |                         |
| 장암교       |                           | 포천시 | 이동면 |                         |
| 이동삼거리   | 화동로                    | 포천시 | 이동면 |                         |

## 주요 시설및 건물
- GS25 포천노곡점 (성장로 922/노곡리 569-2)